# Арагва (село)
Арагва (груз. არაგვა, з.-арм. Արակովա) — село в Грузии, на территории Ахалкалакского муниципалитета края (мхаре) Самцхе-Джавахети.

## География
Село находится в южной части Грузии, на берегах реки Баралетисцкали, на расстоянии приблизительно 8 километров (по прямой) к северу от города Ахалкалаки, административного центра муниципалитета. Абсолютная высота — 1673 метра над уровнем моря.

## Население
По результатам официальной переписи населения 2014 года, в Арагве проживал 861 человек (409 мужчин и 452 женщины). В национальной структуре населения армяне составляли 99,1 %, грузины — 0,7 %, русские — 0,2 %.
| Год  | Население, человек |
| ---- | ------------------ |
| 2002 | 1206               |
| 2014 | ↘ 861              |